# Innue Essipit
Cet article concerne la Première Nation. Pour la réserve indienne, voir Essipit.
Innue Essipit est une Première Nation innue du Québec au Canada. Elle possède une réserve, Innue Essipit, où vit le tiers de sa population, située sur la Côte-Nord du fleuve Saint-Laurent. Il s'agit de l'une des neuf communautés innues du Québec. Le nom « Essipit » signifie « rivière aux coquillages ». En 2016, elle a une population inscrite de 741 membres. Elle fait partie du Conseil tribal Mamuitun.

## Géographie
La Première Nation d'Innue Essipit possède une seule réserve portant le même nom, Innue Essipit. Celle-ci est située sur la rive nord du fleuve Saint-Laurent dans la région de la Côte-Nord au Québec. Elle est enclavée par la municipalité des Escoumins.
Le territoire traditionnel des Innus d'Essipit est le Nitassinan. Bien que ce territoire ne soit pas réservé pour la nation, celle-ci, par le biais de son conseil de bande, y exerce une certaine autorité en ce qui concerne les activités traditionnelles, la gestion des ressources naturelles et l'environnement grâce à ses droits ancestraux. La nation est en processus de négociation avec les gouvernements fédéral et provincial pour la signature d'un traité concernant ce territoire.

## Démographie
Les membres de la Nation d'Innue Essipit sont appelés « Essipiunnuat » et ils sont des Innus. En octobre 2016, la bande avait une population inscrite totale de 741 membres dont 534, c'est-à-dire 72 % de la population totale, vivaient hors réserve.

## Gouvernement
La Première Nation d'Innue Essipit est gouvernée par un conseil de bande, le Conseil de la Première Nation des Innus Essipit (ou Innu-tshishe-utshimau Essipit), élu selon un système électoral selon la coutume basé sur la section 11 de la Loi sur les indiens. Pour le mandat de 2016 à 2020, ce conseil est composé du chef Martin Dufour et de trois conseillers. Le conseil est un gouvernement local dont les pouvoirs sont définis par la Loi sur les indiens. Il exerce ses pouvoirs sur le territoire qui est réservée à la nation, Essipit. De plus, le conseil a également une certaine autorité sur le territoire traditionnel de la nation, le Nitassinan, grâce à ses droits ancestraux et au titre aborigène des Innus Essipit. Cette autorité concerne principalement les activités traditionnelles, la gestion des ressources naturelles du territoire et l'environnement. La nation est en négociation avec les gouvernements fédéral et provincial pour la signature d'un traité. En mars 2004, elle a conclu une entente de principe avec les deux gouvernements qui concerne des mesures transitoires en vue de la signature du traité dont la prévention contre la cession des terres, l'attribution de nouveaux droits ou baux et toutes autres activités qui pourraient porter préjudice à l'application des dispositions du traité.